# Seča
Seča (italijansko Sezza) je razloženo, večinoma urbanizirano obmorsko naselje v Slovenski Istri s 1250 prebivalci (2020) v Občini Piran, deloma tudi ob obali Piranskega zaliva. H kraju spadata tudi zaselka Nožed in Paderno.
Naselje je na območju, kjer avtohtono živijo pripadniki italijanske narodne skupnosti in kjer je poleg slovenščine uradni jezik tudi italijanščina.

## Lega
Naselje je na istoimenskem polotoku med Lucijo in Krajinskim parkom Sečoveljske soline, ter na pobočjih zahodnih obronkov flišnatega Šavrinskega gričevja, ki se iz priobalne ravnice dviga proti notranjosti Istre.
Jedro naselja je ob kanalu sv. Jerneja, pod glavno cesto G2-111 (Koper-Sečovlje), ki povezuje Lucijo s Sečovljami. Južno mejo naselja predstavljajo Sečoveljske soline, del severne meje z Lucijo (na drugi strani polotoka) pa območje nekdanjih Lucijskih solin, kjer danes stoji Marina Portorož. Del naselja se razteza tudi čez glavno cesto G2-111 (Koper-Sečovlje), v dolino med Parecagom in Vinjolami, ki se z zatrepom končuje pod vasjo Malija.

## Zgodovina
Seča se je po lokalni cerkvi imenovala Sveti Jernej (italijansko San Bartolo) do leta 1958, ko so ime naselja spremenili v Seča. Tako kot preimenovanje mnogih drugih krajev po Sloveniji v povojnem času je bilo tudi preimenovanje Svetega Jerneja del obsežne kampanje oblasti, da se iz toponimov slovenskih krajev odstranijo vsi religiozni elementi.
Lokalna triladijska cerkev z ločenimi stebri je posvečena sv. Jerneju in je podružnična cerkev župnije Sečovlje.
Je ena od dveh še ohranjenih nekdaj številnih solinarskih cerkva, ki so jih dali zgraditi solinarji v bližini solin, za potrebe opravljanje opoldanskih bogoslužij med vsakoletno solinarsko sezono, ki je trajala od 23. aprila (praznik sv. Jurija) do 24. avgusta (god sv. Jerneja). Cerkev se na tej lokaciji omenja že 1417, verjetno pa je starejša cerkev na vrhu polotoka stala že pred tem. Koprski škof Paolo Naldini v svojem Cerkvenem krajepisu namreč navaja, da je nekdanjo cerkev sv. Marije v Seči (od katere danes ni sledov, znana pa je lokacija) 14. aprila 1320 posvetil Tomaž Contarini.

## Gospodarstvo
V naselju je v minulem stoletju deloval industrijski obrat za predelavo soli, začimb in kave, v okviru živilskoindustrijskega podjetja Droga.
Pomemben vir zaslužka so še vedno pridelava zgodnjih vrtnin, oljkarstvo, sadjarstvo in vinogradništvo ter čedalje bolj turizem.

## Znamenitosti
- Forma Viva, na položnem vrhu ob koncu polotoka Seča je na prostem v oljčnem gaju razstava monumentalnih kiparskih del v istrskem kamnu, domačih in tujih umetnikov, ki so tukaj ustvarjali v okviru kiparskih kolonij.
- Kanal svetega Jerneja